# Thành phi Nguyên thị
Thành phi Nguyên thị (chữ Hán: 誠妃元氏; Hangul: 성비원씨; ? - 29 tháng 12, 1449), là Vương phi thứ ba của Triều Tiên Thái Tổ, vị vua khai lập nhà Triều Tiên trong lịch sử Hàn Quốc.

## Tiểu sử
Thành phi xuất thân Nguyên Châu Nguyên thị (原州元氏), là con gái của Phán trung Xu viện sự Nguyên Tường (元庠) và Mật Dương Tôn thị (密阳孙氏), con gái Nghĩa Châu phủ doãn Tôn Thấu (孙湊). Sử kí rất ít thông tin về bà, cũng như thời gian chính xác mà bà nhập cung, chỉ biết bà xuất hiện từ sau khi Thần Đức Vương hậu Khang thị qua đời.
Khoảng thời gian này, xảy ra Loạn thứ vương lần thứ nhất, Thái Tổ phải thoái vị. Do vậy, trong Thái Tổ thực lục vẫn không ghi lại hành trạng nào của bà, chỉ biết bà có phần được Thái Tổ sủng ái. Khi Thái Tổ đi tuần du, bà còn giả nam trang để hầu bên cạnh.
Năm Triều Tiên Thái Tông thứ 6 (1406), sắc phong làm Thành phi (誠妃). Nghe nói khi Nguyên thị được phong Phi, vẻ mặt Thái Tổ rất mừng.
Thành phi bầu bạn với Thái Tổ cho đến khi qua đời. Là Vương phi của Thái thượng vương, địa vị của bà dĩ nhiên tôn quý, khi ngồi ăn tiệc thì Thành phi ngồi ngang hàng Nguyên Kính Vương hậu. Định Tông, Thái Tông, đến cả Thế Tông đối với Thành phi cũng vô cùng tôn kính.
Năm Thế Tông thứ 31 (1449), Thành phi hoăng, không rõ bao nhiêu tuổi. Cứ theo việc bà được phong thành Thành phi, bà là Vương phi thứ ba của Thái Tổ, vì Triều Tiên sơ kỳ Vương phi đều có phong hiệu (như Thần Đức Vương hậu là Hiển phi), nên theo đó bà phải được an táng theo lễ Vương hậu và truy tôn thụy hiệu Vương hậu. Tuy nhiên, Thế Tông và đại thần cho rằng bà giả nam trang theo hầu Thái Tổ, điều này cho thấy Thái Tổ chưa thật sự xem bà là kế thê, nên không thể an táng theo lễ Vương hậu.

## Gia tộc
- Tằng tổ phụ: Kiểm giáo Nghiêm thị bình lý Nguyên Thọ Chi (元善之)
- Tằng tổ mẫu: Nam Dương Kim thị (彦阳金氏), tước Ngạn Dương quận phu nhân, con gái Tập Hiền điện Đại học sĩ Kim Biền (金賆)
  - Tổ phụ: Tri xuân thu phán sự Nguyên Tùng Thọ (元松寿)
  - Tổ mẫu: Thanh Châu Trịnh thị (清州郑氏), con gái tặng Thị trung, Tả thị gián Trịnh Bô (郑誧)
  - Tổ mẫu: An Đông Quyền thị (安东权氏), con gái Thiêm nghị tán thành sự Huyền Phúc quân Quyền Liêm (权廉)
    - Thân phụ: Phán trung Xu viện sự Nguyên Tường (元庠)
    - Thân mẫu: Mật Dương Tôn thị (密阳孙氏), con gái Nghĩa Châu phủ doãn Tôn Thấu (孙湊)
      - Em trai: Tri Đôn Ninh phủ sự Nguyên Xương Mệnh (元昌命)
        - Cháu: Phó hộ quân Nguyên Học (元学)

      - Em gái: lấy Huyện giám Kim Tiết (金节)
      - Em gái: lấy Quan sát sử An Vọng Chi (安望之), quê Trúc Sơn
      - Em gái: lấy Đại hộ quân Phác Bí (朴贲)
      - Em gái: lấy Thự lệnh Mẫn Hiếu Trực (闵孝直), quê Ly Hưng